# North Baddesley
Pour les articles homonymes, voir Baddesley.
North Baddesley est une paroisse civile et un village du Hampshire, en Angleterre.